# Felicena dirpha
Felicena dirpha là một loài bướm ngày thuộc họ Hesperiidae. Nó được tìm thấy ở New Guinea.

## Phân loài
- Felicena dirpha dirpha
- Felicena dirpha albicilla (Joicey & Talbot, 1917) (New Guinea)
- Felicena dirpha nota Evans, 1949